# Serrat de la Tropa
El Serrat de la Tropa és una serra situada entre els municipis de Puig-reig i de Viver i Serrateix a la comarca del Berguedà, amb una elevació màxima de 536 metres.